# Edipo en Colono (Sacchini)
Edipo en Colono (en francés, Œdipe à Colone) es una tragedia lírica en tres actos con música de Antonio Sacchini y libreto en francés de Nicolas-François Guillard, basado en la tragedia de Sófocles Edipo en Colono. Se estrenó en la corte de Versalles el 4 de enero de 1786, en presencia del rey y de la reina María Antonieta. El 1 de febrero de 1787, poco después de la muerte de su compositor, la obra se volvió a representar en la Ópera de París con gran éxito. La ópera conoció 583 representaciones y quedó en el repertorio durante más de medio siglo.

## Personajes
| Personaje                          | Tesitura | Reparto del estreno, 1786 (Director: Jean-Baptiste Rey) |
| ---------------------------------- | -------- | ------------------------------------------------------- |
| Antigone                           | soprano  | Anne Chéron-Cameroy ("m.lle Dozon")                     |
| Polynice                           | tenor    | Étienne Lainez                                          |
| Thésée                             | barítono | Louis-Claude-Armand Chardin ("Chardiny")                |
| Œdipe                              | barítono | Augustin-Athanase Chéron                                |
| Eriphile                           | soprano  | Anne-Marie Jeanne Gavaudan, la mayor                    |
| Le grand prêtre, el Sumo sacerdote | bajo     | Jean-Pierre Moreau                                      |
| Un coryphée, un corifeo            | bajo     |                                                         |
| Une athénienne, una ateniense      | soprano  |                                                         |
| Un Herault, un heraldo             | barítono |                                                         |

## Grabaciones
- Œdipe à Colone. Manon Feubel, Sviatoslav Smirnov, Fabrice Mantegna, Daniel Gálvez-Vallejo. Coro y orquesta de la Camerata de Borgoña. Dirección Jean-Paul Penin (Dynamic, 2005). Primera grabación mundial (junio de 2004).
- Œdipe à Colone. François Loup, Nathalie Paulin, Robert Getchell, Ópera Lafayette. Dirección Ryan Brown (Naxos, 2006).

## Notas y referencias

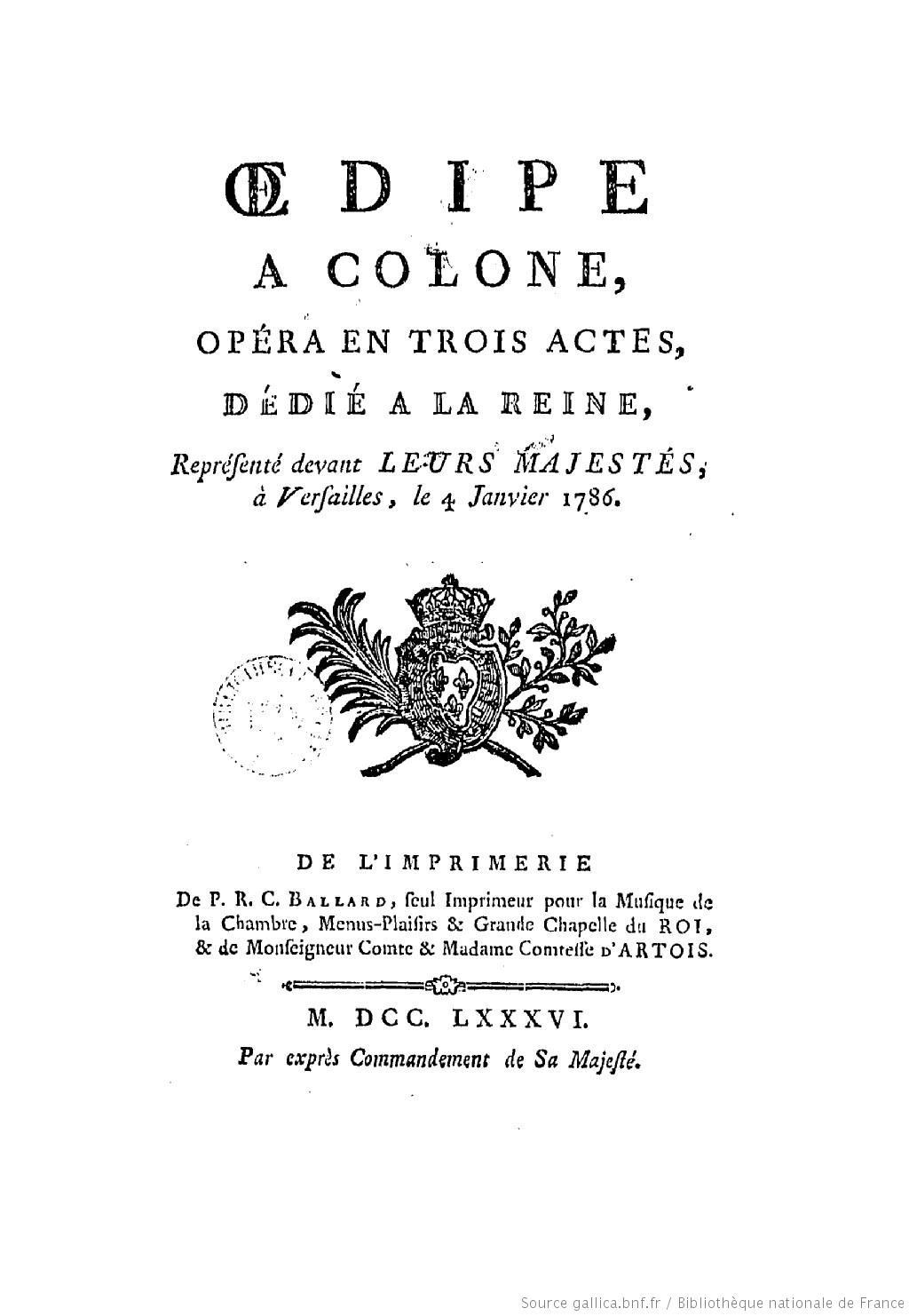
Portada de la edición de 1786 del libreto.